# 2021年アメリカ合衆国下院議長選挙
2021年アメリカ合衆国下院議長選挙（2021ねんアメリカがっしゅうこくかいんぎちょうせんきょ、英: 2021 Speaker of the United States House of Representatives election）は、2020年の下院議員選挙の2ヵ月後、第117議会が開会した2021年1月3日に行われた。1789年に議長職が創設されてから127回目の選挙である。
現職の議長ナンシー・ペロシ（民主党）が216–209でケビン・マッカーシー（共和党）に勝利し、通算4選（連続2選）を果たした。下院議員435人のうち427人が投票したので（欠員、欠席、棄権による）、下院議長に選出されるには過半数の214票以上が必要だった。

## 手続きと規則
下院議長は下院の主宰職であり、下院では新たな議会が開会される際（すなわち2年ごとに行われる下院議員選挙の後に）、または現職議長の死去、辞任、罷免の際に議長が選出される。1839年以降、議長選挙は点呼投票で行われ、伝統的に投票前に各党内で上級幹部から候補者が指名されている。下院では党議拘束は存在しないが、事実上、議長選挙によりどの党が過半数を占め、下院を組織するかが決まるので、通常は党が指名した候補者に投票する。党が指名した候補者以外に投票する場合は党内の他の議員に投票するか出席と答えることになっている。
また、アメリカ合衆国憲法には下院議長が現職の下院議員である必要があるとは明記されていない。そのため、下院議員でない人物への投票も許容され、過去には少数ながら得票した下院議員でない人物も存在するが、議長に選出された人物はすべて下院議員である。
議長に選出されるには、下院の全議員の過半数（435票のうち218票）とは対照的に、投票数の過半数を獲得する必要がある。過去には全議員の過半数に達しなかったが投票数の過半数を獲得して選出されたのはわずかに数例しかなく、直近では2021年1月に第117議会でナンシー・ペロシが216票（全議員の過半数は218票）で選出された例がある。このような選出に必要な得票数の変動は欠員、欠席、棄権により発生する可能性がある。指名で投票された数の過半数を獲得した候補者がいない場合は、選出者が現れるまで点呼投票が続くことになり、複数回の点呼投票が必要となったのは1789年以降で14例が存在し、1923年に第68議会でフレデリック・Ｈ・ジレットが選出されるまで9回も行われた例が最後である。議長に選出されれば、すぐに最長老議員の立ち会いで就任宣誓が行われる。

## 民主党

### 候補者
- ナンシー・ペロシ（現職の議長）[7]

#### 結果
2020年11月17日、発声投票で異議なく指名された。

## 共和党

### 候補者
- ケビン・マッカーシー（少数党院内総務）[9]

#### 結果
2020年11月17日、発声投票で異議なく指名された。

## 議長選挙
議長選挙は、第117議会が開会された2021年1月3日に行われた。新型コロナウイルス感染症の世界的流行により、それまでの慣例を破り、全議員が議事堂で投票することはなく、およそ72人ずつの7グループに分かれて招集された。選出された議員3人が欠席し、2議席が欠員だった。ナンシー・ペロシが投票された427票の過半数を得て、再選された。なお、民主党議員3人が点呼投票で棄権（Present）と答えている。
| 政党   | 政党   | 候補者                 | 得票数 | %     |
| ------ | ------ | ---------------------- | ------ | ----- |
|        | 民主党 | ナンシー・ペロシ*      | 216    | 50.59 |
|        | 共和党 | ケビン・マッカーシー   | 209    | 48.95 |
|        | 民主党 | ハキーム・ジェフリーズ | 1      | 0.23  |
|        | 民主党 | タミー・ダックワース   | 1      | 0.23  |
| 総票数 | 総票数 | 総票数                 | 427    | 100   |

党が指名した候補者以外に投票した議員

コナー・ラム（民主党）：ハキーム・ジェフリーズに投票

ジャレッド・ゴールデン（民主党）：上院議員タミー・ダックワースに投票
棄権（Present）と答えた議員はマイキー・シェリル、エリッサ・スロットキン、アビゲイル・スパンバーガー（いずれも民主党）であり、欠席した議員はアルシー・ヘイスティングス（民主党）、 マリア・エルバイラ・サラザール（共和党）、デイビッド・バラダオ（共和党）である。